# Ленка (Великопольське воєводство)
Ленка (пол. Łęka) — село в Польщі, у гміні Костелець Кольського повіту Великопольського воєводства.
Населення — 161 особа (2011).
У 1975-1998 роках село належало до Конінського воєводства.

## Демографія
Демографічна структура станом на 31 березня 2011 року:
|          | Загалом | Допрацездатний вік | Працездатний вік | Постпрацездатний вік |
| -------- | ------- | ------------------ | ---------------- | -------------------- |
| Чоловіки | 90      | 18                 | 62               | 10                   |
| Жінки    | 71      | 9                  | 40               | 22                   |
| Разом    | 161     | 27                 | 102              | 32                   |